# Brane Senegačnik
Branko (Brane) Senegačnik, slovenski pesnik, esejist, klasični filolog, prevajalec, * 6. oktober, 1966, Ljubljana.
Senegačnik je leta 1994 diplomiral iz klasične filologije na Filozofski fakulteti v Ljubljani, kjer se je leta 1995 tudi zaposlil in doktoriral ter se habilitiral za docenta. Prevedel je Sofoklejevo dramo Trahinke (Trahiniai) in objavil več esejev (V iskanju izgubljene mere, 1998)
Senegačnikova poezija je samosvoja sinteza pretanjene estetičnosti, verzne melodike in bivanjske izpovedi. Z zbirko pesmi v tradicionalnih oblikah, zlasti sonetu, Na temnem pragu upa (1996) je s prefinjeno poetičnostjo in včasih na klasično preprost način izrazil temeljna eksistencialna in religiozna občutja.
Bil je zadnji urednik Nove revije.
Prejel je Sovretovo nagrado (2012) in nagrado Prešernovega sklada (2021), 1. junija 2023 pa je bil izvoljen za izrednega člana SAZU v razredu za umetnosti.

### Poezija
- Srčni grb (COBISS)
- Na temnem pragu upa (COBISS)
- Ptica iz črnih zvezd (COBISS)
- Dvojni čas (COBISS)
- Arie Antiche (COBISS)
- Tišine (COBISS)
- Pogovori z nikomer (COBISS)
- Prosojnosti, 2024

### Prevodi
- Sofoklej: Trahinke (COBISS)

### Drugo
- V iskanju izgubljene mere (1998) (eseji)
- Dežela, ki je ni na zemljevidu: lirični vidiki antropologije (2019)
- Lirični prostor (2025) (lierarne študije)